# Janusz Zaorski
Janusz Zaorski (ur. 19 września 1947 w Warszawie) – polski reżyser filmowy, telewizyjny i radiowy, scenarzysta i producent filmowy, jeden z przedstawicieli nurtu tzw. kina moralnego niepokoju, w latach 1994–1995 przewodniczący Krajowej Rady Radiofonii i Telewizji.

## Życiorys
Jest synem Tadeusza Zaorskiego oraz młodszym bratem aktora Andrzeja Zaorskiego.
Absolwent VI Liceum Ogólnokształcącego im. Tadeusza Reytana w Warszawie (1965). W 1969 ukończył studia na Wydziale Reżyserii Państwowej Wyższej Szkoły Filmowej, Telewizyjnej i Teatralnej w Łodzi. W 1971 uzyskał tytuł zawodowy magistra sztuki filmowej. W czasie studiów był asystentem reżysera Janusza Morgensterna przy realizacji serialu telewizyjnego Kolumbowie (1970). Jako reżyser zadebiutował samodzielnie w 1970, w 1971 nakręcił pierwszy film pełnometrażowy. Wielokrotnie nagradzany na festiwalach krajowych i zagranicznych. Okazjonalnie występował także jako aktor w produkcjach filmowych.
W latach 1987–1990 pełnił funkcję przewodniczącego Polskiej Federacji Dyskusyjnych Klubów Filmowych, a od 1987 do 1991 był dyrektorem i kierownikiem artystycznym Zespołu Filmowego „Dom”. W latach 1987–1989 zasiadał w Komitecie Kinematografii, od 1991 do 1993 (z krótką przerwą w 1992) sprawował urząd prezesa Komitetu do Spraw Radia i Telewizji „Polskie Radio i Telewizja”. W latach 1994–1995 był członkiem i jednocześnie przewodniczącym Krajowej Rady Radiofonii i Telewizji.
Członek Europejskiej Akademii Filmowej, Polskiej Akademii Filmowej, Stowarzyszenia Filmowców Polskich i Stowarzyszenia Autorów ZAiKS. W 2005 został wykładowcą Wydziału Reżyserii Akademii Teatralnej im. Aleksandra Zelwerowicza w Warszawie. W 2009 uzyskał na tej uczelni stopień doktora nauk o sztukach pięknych w zakresie reżyserii.
W 2014 ukazała się książka Jaja, serce, łeb. Janusz Zaorski w rozmowie ze Stanisławem Zawiślińskim.
Żonaty z Anną Osmólską-Mętrak, italianistką i tłumaczką literatury włoskiej. Wraz z żoną główny organizator, członek jury i fundator Grand Prix Konkursu o nagrodę im. Krzysztofa Mętraka. W latach 2015–2020 członek kapituły Nagrody Literackiej im. Leopolda Staffa.

## Twórczość

### Reżyser, scenarzysta i producent filmowy
- 1970: Na dobranoc[a][b]
- 1972: Uciec jak najbliżej[a][b]
- 1972: Kaprysy Łazarza[a]
- 1974: Awans[a]
- 1974: Chleba naszego powszedniego[a][b]
- 1975: Partita na instrument drewniany[a][b]
- 1976–1977: Zezem[a][b]
- 1977: Pokój z widokiem na morze[a][b]
- 1978: Zaległy urlop[a][b]
- 1980: Punkt widzenia[a]
- 1981: Dziecinne pytania[a]
- 1982: Matka Królów[a][b]
- 1984: Baryton[a]
- 1984: Zabawa w chowanego[a]
- 1985: Jezioro Bodeńskie[a][b]
- 1987: Do domu[a][b]
- 1988: Piłkarski poker[a]
- 1989: Goryl, czyli ostatnie zadanie...[a]
- 1991: Panny i wdowy[a]
- 1997: Szczęśliwego Nowego Jorku[a][b]
- 1997–1998: Złotopolscy[a] (odcinki 1–3, 9–16, 25–32, 41–48)[3]
- 2002: Haker[a][b]
- 2002: Biało-czerwono-czarny[a][b]
- 2004: Cudownie ocalony[a]
- 2005: Lekarz drzew[a][b][c]
- 2006: Mundial biało-czerwonych: trzej przyjaciele z boiska[a][b]
- 2013: Syberiada polska[a]
- 2016: Pokolenia[a][b]

### Aktor filmowy
- 1970: Na dobranoc − wampir w filmie Dusząca bestia
- 1972: Palec Boży − Alfred Cyganiewicz
- 1976: Zdjęcia próbne − recepcjonista w hotelu
- 1976: Klara i Angelika − dziennikarz w domu Klary
- 1977: Rebus − działacz młodzieżowy, znajomy Marka
- 1980: Mniejsze niebo − doktor Barcz
- 1981: Człowiek z żelaza − Mundek
- 1988: Piłkarski poker − cinkciarz
- 1991: Panny i wdowy − kupujący książki w księgarni polskiej w Paryżu (odc. 5)
- 1991: Panny i wdowy − kupujący książki w księgarni polskiej w Paryżu
- 2002: Haker − facet w kinie
- 2002: E=mc² − prorektor

### Reżyser i scenarzysta teatralny
- 1976: Jaroslav Hašek, Szwejk, adaptacja sceniczna, reżyseria, Teatr Powszechny w Łodzi[16]
- 1977: Edward Redliński, Wcześniak, reżyseria, Teatr na Woli w Warszawie[16]
- 1977: Do domu, reżyseria, Teatr Telewizji[16]
- 1978: Thurzo Gabor, Wybrany, reżyseria i adaptacja z Janem Hesse, Teatr Dramatyczny w Warszawie[16]
- 1980: Erskine Caldwell, Ziemia tragiczna, reżyseria, Teatr Telewizji[16]
- 1990: Eustachy Rylski, Chłodna jesień, reżyseria, Teatr Telewizji[16]
- 1991: Lee Blessing, Spacer w lesie, reżyseria, Teatr Telewizji[16]
- 1991: Maria Nurowska, Panny i wdowy, reżyseria, Teatr Telewizji[16]
- 1995: Michaił Bułhakow, Ach, co to za wynalazek, scenariusz, reżyseria, Teatr Telewizji[16]
- 1996: Ronald Harwood, Odbita sława, reżyseria, Teatr Telewizji[16]
- 1999: Jerzy Niemczuk, Cyrograf, reżyseria, Teatr Telewizji[16]
- 2000: Jerzy Niemczuk, Mizerykordia, reżyseria, Teatr Telewizji[16]
- 2005: Stanisław Dygat, Jezioro Bodeńskie, reżyseria, Teatr Polskiego Radia[16]
- 2007: Janusz Szpotański, Towarzysz Szmaciak, reżyseria, Teatr Polskiego Radia[16]
- 2007: Edward Redliński, Wstęp do traktatu o bohaterstwie słowiańskim, reżyseria, Teatr Polskiego Radia[16]
- 2007: Jerzy Niemczuk, Małpa, reżyseria, Teatr Telewizji[16]
- 2008:	Krzysztof Beśka, Orient-Express, reżyseria, Teatr Polskiego Radia[16]
- 2008:	Alessandro Baricco, Novecento, reżyseria, Teatr Polskiego Radia[16]
- 2008:	Maciej Rybiński, Bruderszaft z Belzebubem, reżyseria, Teatr Polskiego Radia[16]
- 2009: Włodzimierz Kowalewski, Excentrycy, reżyseria, Teatr Polskiego Radia[16]
- 2010: Wojciech Tomczyk, Fragment większej całości, reżyseria, Teatr Polskiego Radia[16]
- 2010: Piotr Müldner-Nieckowski, Cel-pal!, reżyseria, Teatr Polskiego Radia[16]
- 2011: Stanisław Grochowiak, Kaprysy Łazarza, reżyseria, Teatr Polskiego Radia[16]
- 2012: Piotr Müldner-Nieckowski, Bliżej niż myślisz, reżyseria, Teatr Polskiego Radia[16]
- 2012: Janusz Głowacki, Mecz, reżyseria, Teatr Polskiego Radia[16]
- 2012: Piotr Adamowicz, Danuta Wałęsa, Danuta W., reżyseria, Teatr Polonia w Warszawie[16]
- 2013: Piotr Müldner-Nieckowski, Wracając po swoje, reżyseria, Teatr Polskiego Radia[16]
- 2014: Stanisław Dygat, Pożegnalna podróż, reżyseria, Teatr Polskiego Radia[16]
- 2015: Włodzimierz Bolecki, Po przerwie, reżyseria, Teatr Polskiego Radia[16]
- 2018: Wojciech Tomczyk, Wielka improwizacja, reżyseria, Teatr Polskiego Radia[17]

## Odznaczenia i wyróżnienia
- 1975 – Druga Nagroda Główna za film Awans, II Festiwal Polskich Filmów Fabularnych w Gdańsku[18]
- 1978 – „Srebrny Lampart” i nagroda FIPRESCI za film Pokój z widokiem na morze, XXXI Międzynarodowy Festiwal Filmowy w Locarno[16]
- 1984 – nagroda za film Baryton, Festiwal Filmowy w Montrealu[16]
- 1985 – „Srebrne Lwy Gdańskie” za film Baryton, X Festiwal Polskich Filmów Fabularnych w Gdańsku[19]
- 1986 – Grand Prix „Złoty Lampart” za film Jezioro Bodeńskie, XXXIX Międzynarodowy Festiwal Filmowy w Locarno[16]
- 1987 – „Złote Lwy Gdańskie” i Nagroda Dziennikarzy za film Matka Królów, XII Festiwal Polskich Filmów Fabularnych w Gdyni[20]
- 1988 – „Srebrny Niedźwiedź” w kategorii wybitne osiągnięcie indywidualne i nagroda FIPRESCI za film Matka Królów, 38. Międzynarodowy Festiwal Filmowy w Berlinie[16][21]
- 1988 – Złota Kaczka dla filmu Matka Królów w kategorii najlepszy film polski (za 1987)[16][22]
- 1988 – nagroda przewodniczącego Komitetu Kinematografii za reżyserię filmu Piłkarski poker[16]
- 1989 – „Złota Statua Wolności” za film Matka Królów, Międzynarodowy Festiwal Filmowy w Splicie[16]
- 2004 – Grand Prix dla filmu Cudownie ocalony z cyklu telewizyjnego Polskie miłości, XXIX Międzynarodowy Festiwal Filmów Telewizyjnych w Płowdiwie[16]
- 2009 – nagroda honorowa „Miś Barejady”, 7. Festiwal Filmów Komediowych i Niezależnych Barejada w Jeleniej Górze[3]
- 2009 – nagroda za reżyserię w kategorii Teatru Polskiego Radia za reżyserię słuchowiska Novecento, 9. Festiwal Teatru Polskiego Radia i Teatru Telewizji Polskiej „Dwa Teatry”[3]
- 2011 – Tele-Splendor (za dar mówienia o tym, czego nie widać, za umiejętność pokazywania tego, czego nie słychać, za najbardziej telewizyjne słuchowisko)[23]
- 2011 – Złoty Medal „Zasłużony Kulturze Gloria Artis”[24]
- 2012 – Nagroda Polskiego Kina Niezależnego im. Jana Machulskiego za całokształt działań na rzecz polskiego kina niezależnego, przyznana przez komitet organizacyjny nagród[3][25]
- 2013 – nagroda specjalna przewodniczącego komitetu organizacyjnego 25. Festiwalu Filmu Polskiego w Chicago dla filmu Syberiada polska[3][16]
- 2013 – pamiątkowa płyta z odciskiem dłoni na Promenadzie Gwiazd w Międzyzdrojach, 18. Festiwal Gwiazd w Międzyzdrojach[26]
- 2018 – nagroda „Latarnik”, 7. Kołobrzeg Suspense Film Festival (dla reżysera, który wykorzystując reguły kina gatunkowego, tworzy ważne artystycznie, a jednocześnie lubiane przez publiczność filmy)[3]
- 2019 – Grand Prix za reżyserię słuchowiska radiowego Wielka improwizacja, 19. Festiwal Teatru Telewizji i Teatru Polskiego Radia „Dwa Teatry”[3]
- 2020 – Złoty Glan 2020, nagroda Stowarzyszenia Łódź Filmowa i Kino-Galerii Charlie[27]